# Sol Peru
Sol Peru (phát âm tiếng Tây Ban Nha: [ˈsol]; số nhiều đọc là: soles; ký hiệu: S/) là tiền tệ của Peru; nó được chia thành 100 céntimos ("xu"). Mã tiền tệ theo tiêu chuẩn ISO 4217 là PEN.
Sol đã thay thế inti Peru vào năm 1991 và tên này là sự trở lại của tiền tệ lịch sử của Peru, vì hóa thân trước đây của sol được sử dụng từ năm 1863 đến 1985. Mặc dù sol trong cách sử dụng này có nguồn gốc từ solidus Latin, từ này cũng có từ có nghĩa là "mặt trời" trong tiếng Tây Ban Nha. Do đó, có một sự liên tục với inti Peru cũ, được đặt theo tên của Inti, Thần Mặt trời của người Inca.
Tại giới thiệu vào năm 1991, đồng tiền được chính thức gọi là nuevo sol ("sol mới"), nhưng trên 13 Tháng Mười Một năm 2015, các Quốc hội Peru bình chọn để đổi tên đồng tiền chỉ đơn giản là sol.

## Lịch sử

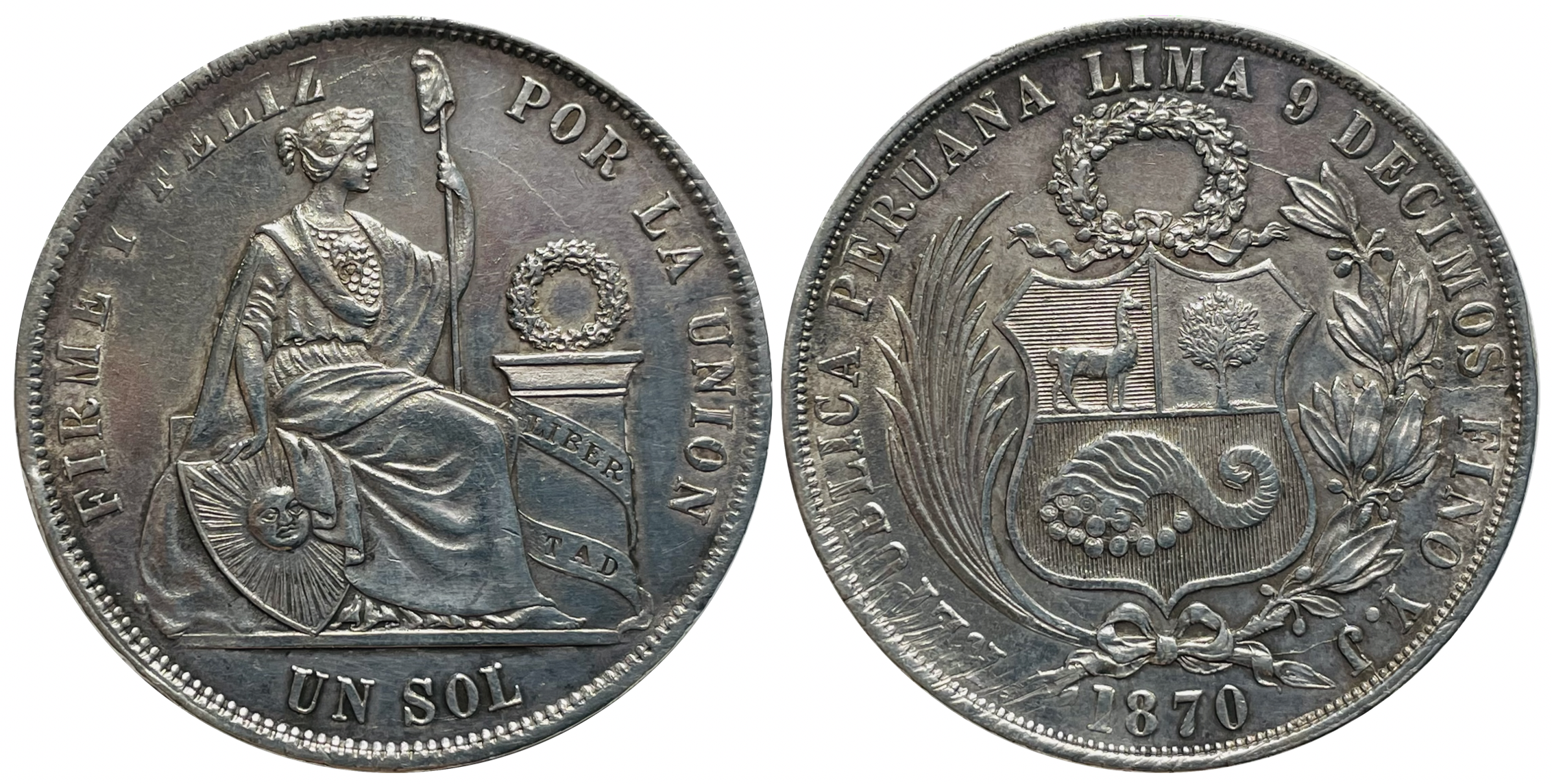
1 sol Peru đúc năm 1870, với tỷ lệ 90% bạc, trọng lượng 27g và đường kính 37mm

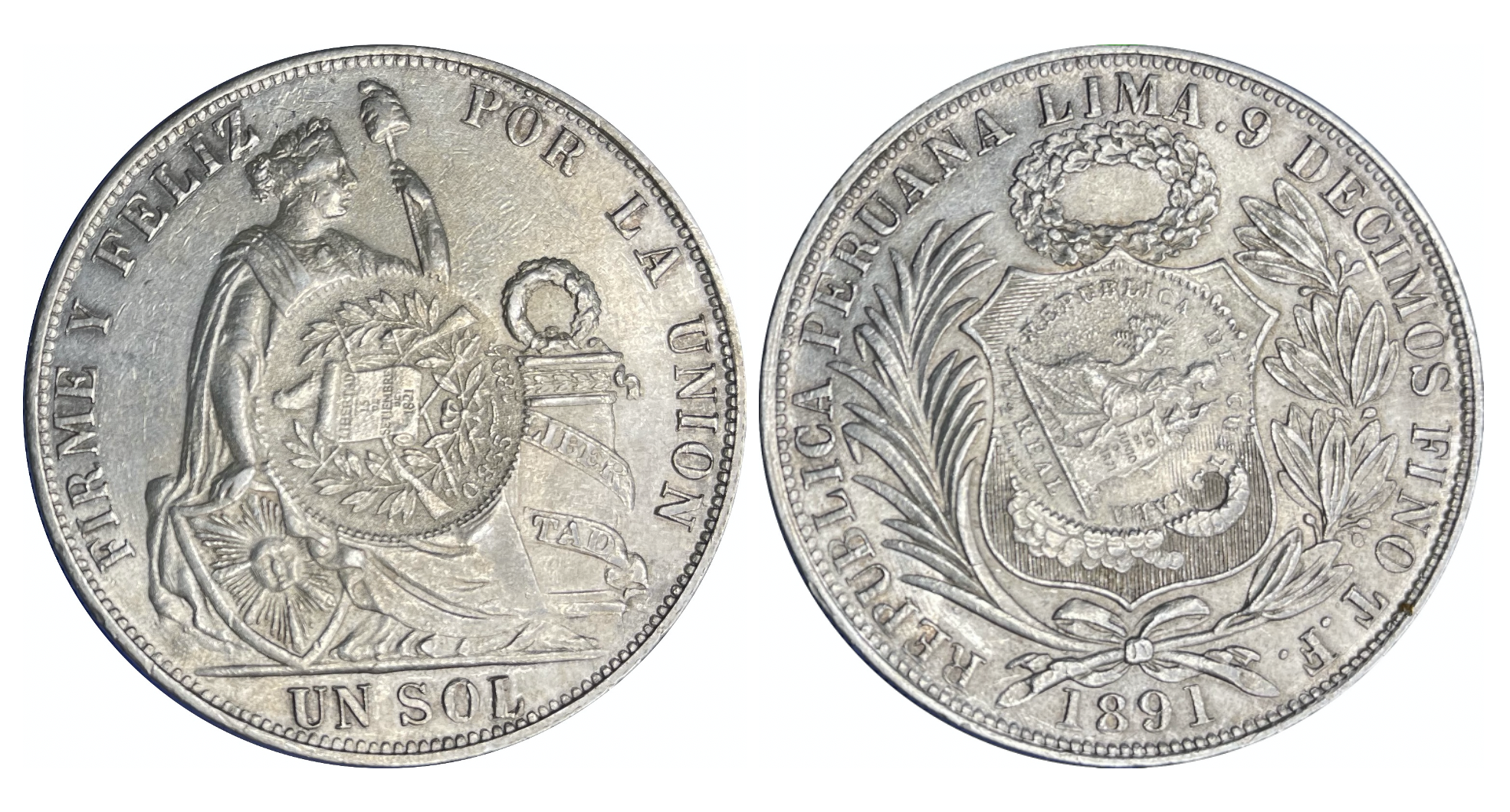
Xu bạc 1 sol Peru đúc năm 1891, được Guatemala đóng dấu nhà nước để lưu thông trong nước

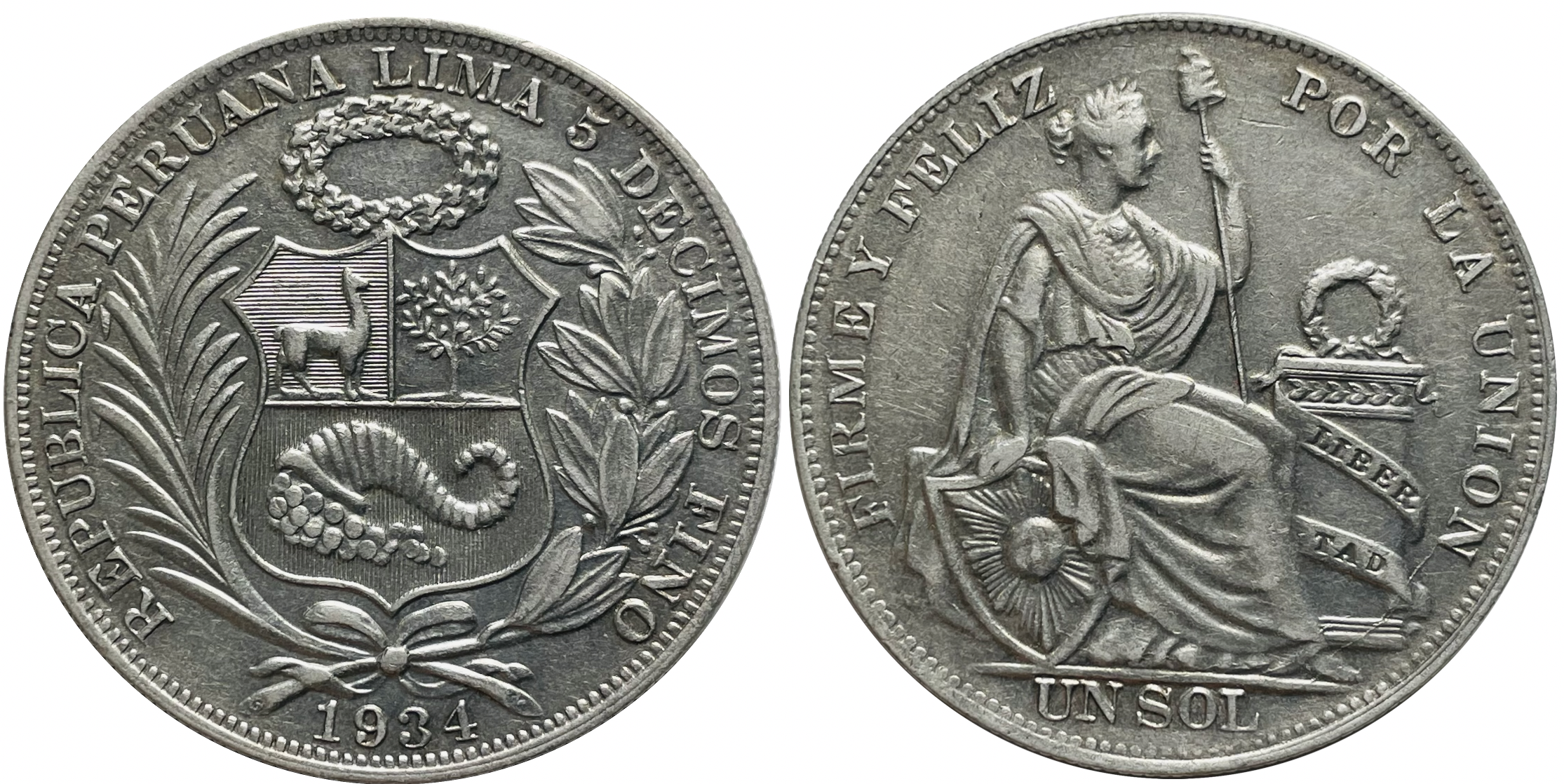
1 sol Peru đúc năm 1934, chỉ có tỷ lệ bạc là 50%, đường kính và trọng lượng được giữ nguyên như các xu có tỷ lệ 90% bạc

Do tình trạng tồi tệ của nền kinh tế và siêu lạm phát vào cuối những năm 1980, chính phủ đã buộc phải từ bỏ inti và giới thiệu sol là tiền tệ mới của đất nước. Loại tiền mới được đưa vào sử dụng vào ngày 1 tháng 7 năm 1991, theo Luật số 25.295, để thay thế inti với tỷ lệ 1 sol thành 1.000.000 intis. Tiền xu có mệnh giá trong đơn vị mới được giới thiệu vào ngày 1 tháng 10 năm 1991 và tiền giấy đầu tiên vào ngày 13 tháng 11 năm 1991. Kể từ thời điểm đó, sol vẫn giữ tỷ lệ lạm phát 1,5%, mức thấp nhất từ trước đến nay ở cả Nam Mỹ và Mỹ Latinh nói chung. Kể từ khi loại tiền mới được đưa vào hiệu lực, nó đã cố gắng duy trì tỷ giá hối đoái ổn định trong khoảng từ 2,2 đến 3,66 mỗi đô la Mỹ.
Peru đã bị lạm phát nghiêm trọng trong những năm 1980, và đồng tiền gốc, Sol, mất giá. Năm 1985 chính phủ Peru để chuyển đổi vì cuống sống (Inti) để thay thế Saul lưu thông, mà còn sớm do sự mất giá mạnh của cuống sống. Năm 2005, chính phủ của Alberto Fujimori, người nắm quyền, đã quyết định cải tổ tiền tệ, thay thế Indy bằng Sol mới và Sol mới chống lại một triệu Inti. Sol mới bắt đầu lưu hành vào ngày 1 tháng 7 năm 1991.
Với Sol mới là tiền tệ, kết hợp với chính sách kinh tế của Fujimori, Sol trở thành một trong những loại tiền tệ ổn định nhất ở Mỹ Latinh. Tỷ giá hối đoái so với đồng đô la Mỹ thường vào khoảng 2,7 Sol đến 1 đô la Mỹ. Trong những năm gần đây, ngay cả trong bối cảnh khủng hoảng kinh tế, Sol vẫn có thể duy trì biến động thấp.

## Tiền xu
Năm 1991, chính phủ Peru lần đầu tiên ban hành sáu loại mệnh giá 1, 5, 10, 20, 50 và 1 Sol mới, với mệnh giá ở mặt trước và quốc huy Peru ở mặt sau. Sau năm 1994, hai bay lên mới và năm bay lên mới được thêm vào. Đồng xu nhỏ ban đầu cũng có chữ nổi, sau đó đã bị hủy bỏ, và đồng xu 1 và 5 xu cũng được đúc từ nhôm. Năm 2010, 2 đồng Sol mới và 5 đồng Sol mới cũng được phát hành.

## Tiền giấy
Chính phủ Peru đã phát hành tiền giấy gồm bốn mệnh giá 10, 50, 100 và 200 Sol mới từ năm 1991 đến năm 1992. Bộ tiền giấy này sử dụng các nhân vật lịch sử quốc gia Peru ở mặt trước, và các mẫu ở mặt sau chủ yếu liên quan đến các nhân vật tích cực. Làm thế nào để Jose Abelardo Quiñones và điện thoại cố định của ông, Jorge Basadre và Thư viện Quốc gia mà ông làm việc, v.v. ăm 2011, Peru đã phát hành tiền giấy Sol mới, duy trì các ký tự và màu sắc giống nhau, nhưng tất cả các mẫu phía sau đã được thay thế, tất cả đều là nơi của nền văn minh Peru cổ đại trước cuộc xâm lược của Tây Ban Nha và tất cả đều được đăng ký làm Di sản Thế giới.